# Grenville (Dakota del Sur)
Grenville es un pueblo ubicado en el condado de Day en el estado estadounidense de Dakota del Sur. En el Censo de 2010 tenía una población de 54 habitantes y una densidad poblacional de 87,97 personas por km².

## Geografía
Grenville se encuentra ubicado en las coordenadas 45°28′1″N 97°23′25″O / 45.46694, -97.39028. Según la Oficina del Censo de los Estados Unidos, Grenville tiene una superficie total de 0.61 km², de la cual 0.61 km² corresponden a tierra firme y (0%) 0 km² es agua.

## Demografía
Según el censo de 2010, había 54 personas residiendo en Grenville. La densidad de población era de 87,97 hab./km². De los 54 habitantes, Grenville estaba compuesto por el 98.15% blancos, el 1.85% eran afroamericanos, el 0% eran amerindios, el 0% eran asiáticos, el 0% eran isleños del Pacífico, el 0% eran de otras razas y el 0% pertenecían a dos o más razas. Del total de la población el 0% eran hispanos o latinos de cualquier raza.